# Trastorno depresivo mayor
El trastorno de depresión mayor o trastorno depresivo mayor (TDM, o MDD, por sus siglas en inglés) (también conocido como depresión clínica, depresión mayor, depresión unipolar o trastorno unipolar depresivo o como depresión recurrente, en el caso de presentarse episodios repetidos) es un trastorno mental que se caracteriza por al menos dos semanas de un estado de ánimo bajo invasivo y persistente, acompañado de una baja autoestima y una pérdida de interés o de placer (anhedonia) en actividades que normalmente se considerarían placenteras. Este tipo de trastorno depresivo fue introducido como categoría diagnóstica a mediados de la década de 1970, y luego adoptado por la Asociación Estadounidense de Psiquiatría bajo la categoría de trastornos del estado de ánimo en la versión de 1980 del Manual diagnóstico y estadístico de los transtornos mentales (DSM III), momento a partir del cual el término se ha usado ampliamente. En la versión más reciente del manual (DSM-5-TR, 2022), se le clasifica dentro de la categoría de Trastornos depresivos, junto con el trastorno de desregulación disruptiva del estado de ánimo, el trastorno depresivo persistente (o distimia), el trastorno disfórico premenstrual, el trastorno depresivo inducido por sustancia/medicamento, el trastorno depresivo debido a otra afección médica y otros trastornos depresivos no especificados.
El término «depresión» es utilizado de muchas formas diferentes. Es comúnmente utilizado para referirse a este síndrome, pero puede referirse tanto a otros diversos estados de ánimo o a un estado de ánimo en específico cuando la palabra es utilizada de forma coloquial. El trastorno depresivo mayor es una condición que puede afectar de manera adversa a quien lo padece en el ámbito familiar, laboral y académico; así como a sus hábitos de sueño, alimentación y salud en general. En los Estados Unidos, cerca del 3.4% de las personas con depresión mayor han llegado a suicidarse y cerca del 60% de las personas que se suicidaron sufrían de depresión o de algún otro trastorno del ánimo.
El diagnóstico del trastorno depresivo mayor se basa en las experiencias del paciente, en el comportamiento reportado por amigos o familiares y una evaluación del estado mental. No existe una prueba de laboratorio que diagnostique el TDM; sin embargo, los médicos generalmente solicitan pruebas que revelen condiciones físicas que puedan provocar síntomas similares. Comúnmente, las personas que padecen de este trastorno comienzan a mostrar síntomas entre los 20 y 30 años, con mayor presencia entre los 30 y los 40 años.
Las personas son tratadas con antidepresivos y, en muchos casos, reciben asistencia, particularmente terapia cognitiva conductual. El tratamiento por medio de medicamentos parece ser efectivo; sin embargo, en ocasiones el efecto se ve reflejado únicamente en pacientes que padecen de depresión severa. La hospitalización llega a ser necesaria en casos asociados con auto negligencia o cuando hay cierto riesgo de daño a sí mismo o a otras personas. La terapia electroconvulsiva podría ser otra alternativa para tratar el trastorno depresivo mayor, así como la estimulación magnética transcraneal. El desarrollo del trastorno varía ampliamente, desde un episodio de semanas hasta un síndrome crónico. Los individuos deprimidos tienen una menor esperanza de vida que aquellos sin depresión; esto se relaciona de gran manera con la susceptibilidad a padecer enfermedades médicas. No está claro si la medicación afecta al riesgo de suicidio. Todo tipo de pacientes, tanto actuales como aquellos que padecieron la enfermedad en algún punto, pueden resultar estigmatizados.
El entendimiento de la naturaleza y las causas de la depresión han evolucionado a lo largo de los siglos, aunque este es incompleto y ha dejado muchos aspectos de la depresión como objeto de discusión y de investigación. Entre las causas propuestas se incluyen factores psicológicos, psicosociales, hereditarios, evolutivos y biológicos. El abuso de sustancias a largo plazo puede causar o empeorar síntomas depresivos. Los tratamientos psicológicos están basados en teorías de personalidad, comunicación interpersonal y aprendizaje. La mayoría de las teorías biológicas se centran en los químicos monoaminos como son la serotonina, noradrenalina y dopamina, que se encuentran de forma natural en el cerebro y ayudan a la comunicación entre células nerviosas. Este conjunto de síntomas (síndrome) fue nombrado, descrito y clasificado como uno de los trastornos del estado de ánimo en la edición de 1980 del manual de diagnósticos de la Asociación Estadounidense de Psiquiatría. Hoy en día es clasificado como un trastorno depresivo dentro de la clasificación del Manual diagnóstico y estadístico de los trastornos mentales en su quinta edición revisada (DSM-5-TR, por sus siglas en inglés).

## Síntomas y signos
La depresión mayor puede afectar significativamente a la familia y las relaciones personales del paciente, así como su vida laboral o escolar, su alimentación, patrones de sueño y la salud en general. Su impacto en el bienestar ha sido comparado con condiciones médicas crónicas como la diabetes.
Una persona con un episodio depresivo mayor usualmente exhibe un estado de ánimo muy bajo, el cual se refleja en todos los aspectos de la vida, y una incapacidad de experimentar placer en actividades que eran disfrutadas anteriormente. Las personas con depresión pueden estar preocupadas o deliberar sobre pensamientos y sentimientos de inutilidad, culpa inapropiada, lamento, impotencia, desesperanza y odio a sí mismo. En casos severos, las personas deprimidas puede tener síntomas de psicosis. Estos síntomas incluyen delirios o, menos comúnmente, alucinaciones, usualmente no placenteras. Otros síntomas de depresión incluyen concentración y memoria ineficiente (especialmente en aquellos con características melancólicas o psicóticas), retirarse de situaciones y actividades sociales, reducción del apetito sexual, y pensamiento de muerte o suicidio. El insomnio es común entre los deprimidos. En el patrón típico, una persona se despierta muy temprano y no puede volver a dormir. El insomnio afecta al menos al 80% de las personas deprimidas. El afectado también puede presentar hipersomnia o dormir en exceso. Algunos antidepresivos pueden también causar insomnio dado su efecto estimulante.
Una persona deprimida puede presentar múltiples síntomas físicos como fatiga, dolor de cabeza o problemas digestivos. Las quejas de dolor físico son los problemas más comunes en países en desarrollo, de acuerdo a los criterios de depresión de la Organización Mundial de la Salud. El apetito muchas veces disminuye, resultando en la pérdida de peso, aunque el aumento tanto de apetito como de peso ocurren ocasionalmente. Familia y amigos pueden llegar a notar que el comportamiento de la persona es agitado o letárgico. Las personas de la tercera edad deprimidas pueden presentar síntomas cognitivos de inicio reciente como olvido y, más notablemente, la desaceleración de movimiento. La mayoría de las veces, la depresión coexiste con trastornos físicos comunes entre los ancianos como infarto y otras enfermedades cardiovasculares, enfermedad de Parkinson y enfermedad pulmonar obstructiva crónica.
Cuando se moviliza personal militar a operaciones en el extranjero, estos enfrentan mayores riesgos físicos y traumas adversos para su salud mental. Específicamente, los individuos desplegados pueden sufrir de trastorno de estrés postraumático (TEPT), trastorno depresivo mayor, trastornos mentales comunes (trastornos depresivos, de ansiedad y somatización) y trastornos relacionados con sustancias.
Una revisión sistemática de 40 estudios, llevados a cabo entre 1993 y 2017 en Estados Unidos, Reino Unido y Australia, evaluó los efectos del despliegue sobre la salud mental. Los resultados indican que el despliegue de operaciones tiene un efecto negativo sobre la salud mental del personal militar movilizado. Específicamente, en las evaluaciones realizadas después de 24 meses de la exposición, los efectos adversos son consistentes en todos los aspectos de la salud mental.
Los niños deprimidos pueden llegar a presentar usualmente un humor irritable en vez de deprimido, y muestran una diversidad de síntomas dependiendo de la edad y la situación. La mayoría pierde el interés en la escuela y muestran una disminución en su desempeño académico. Pueden ser descritos como dependientes, exigentes o inseguros. El diagnóstico puede posponerse o perderse cuando los síntomas son interpretados como mal humor. La depresión puede coexistir con trastorno por déficit de atención con hiperactividad (TDAH), complicando el diagnóstico para el tratamiento de ambos.

### Comorbilidad
La depresión mayor puede aparecer junto con otros problemas psiquiátricos. Entre 1990 y 1992, la Encuesta Nacional de Comorbilidad de los Estados Unidos reportó que el 51% de aquellos pacientes con depresión mayor sufren también de una vida con ansiedad. Los síntomas de ansiedad pueden tener un fuerte impacto en el transcurso del trastorno, con una recuperación temprana, un incremento en el riesgo de una recaída, mayor incapacidad y un aumento en los intentos de suicidio. El neuroendocrinólogo americano Robert Sapolsky argumenta que la relación entre el estrés, la ansiedad y la depresión puede ser medida y demostrada biológicamente. Hay altos índices de abuso de alcohol y abuso de drogas y dependencia particular, y cerca de la tercera parte de los individuos diagnosticados con TDAH desarrollan depresión comórbida. El Trastorno por estrés postraumático y la depresión ocurren ocasionalmente.
La depresión y el dolor usualmente ocurren al mismo tiempo. Uno o más síntomas de dolor están presentes en el 65% de los pacientes deprimidos, y entre el 75% y el 85% de los pacientes con dolor sufrirán también de depresión, dependiendo de los alrededores; hay una menor prevalencia en la práctica general, y una mayor prevalencia en clínicas especializadas. El diagnóstico de depresión es comúnmente retrasado o malinterpretado, y el desenlace empeora. El desenlace también puede empeorar si la depresión es notada pero completamente malentendida.
La depresión también está asociada con un incremento entre 1.5 y 2 veces el riesgo de enfermedades cardiovasculares, independientemente de otros factores de riesgo conocidos, y está ligado directa o indirectamente a otros factores de riesgo como fumar u obesidad. Las personas con depresión mayor tienden a no seguir instrucciones médicas para su tratamiento y para prevenir trastornos cardiovasculares, los cuales pueden incrementar su riesgo de complicaciones médicas. Además, los cardiólogos pueden no reconocer una depresión que se esconde detrás del problema cardiovascular, complicando así el padecimiento.

## Causas
El modelo biopsicosocial propone que los factores biológicos, psicosociales, y sociales juegan un papel a la hora de causar depresión. El modelo de diátesis-estrés específica que la depresión resulta cuando es activada una vulnerabilidad, o diátesis, preexistente, debido a circunstancias estresantes de la vida diaria. La vulnerabilidad preexistente puede ser genética, implicando una interacción entre lo innato y lo adquirido, o esquemática, resultado de las diferentes formas de ver el mundo aprendidas en la infancia. La depresión puede ser causada directamente por daño en el cerebelo, como se ha visto en el síndrome afectivo cognitivo cerebeloso.
Estos modelos interactivos han ganado soporte empírico. Por ejemplo, investigadores en Nueva Zelanda adoptaron un enfoque prospectivo para estudiar durante un periodo de tiempo cómo la depresión emergía en una población inicial de personas no afectadas. Los investigadores concluyeron que la variación en el gen que codifica la proteína transportadora de serotonina (5-HTT) altera la probabilidad de las personas que han lidiado con eventos estresantes en su vida y experimentarán depresión. Para ser específicos, la depresión puede aparecer después de estos eventos, pero es más común que aparezca en personas con uno o dos alelos cortos del gen 5-HTT. Además, un estudio sueco estimó que la heredabilidad de la depresión – la proporción de la variación fenotípica atribuible a la variación genotípica de los individuos- está alrededor del 40% para mujeres y 30% para hombres, y la psicología evolucionista ha sugerido que la base genética para la depresión yace profundamente en la historia de adaptaciones seleccionadas de manera natural. Un trastorno de ánimo inducido por una sustancia simulando una depresión mayor ha sido ocasionalmente ligado a uso o abuso a largo plazo de drogas, o la remoción de ciertas drogas de tipo sedante o hipnótico.

### Biológico

#### Hipótesis monoamina

De los aproximadamente 30 neurotransmisores que han sido identificados, los investigadores han descubierto asociaciones entre la depresión clínica y la función de tres importantes neuroquímicos. Estas sustancias son serotonina, norepinefrina (o noradrenalina) y dopamina. Los antidepresivos influyen en el balance general de estos tres neurotransmisores dentro de las estructuras del cerebro que regulan la emoción, las reacciones al estrés (o tensión) y las unidades físicas del sueño, el apetito y la sexualidad.

La mayoría de los medicamentos antidepresivos aumentan los niveles de una o más monoaminas cerebrales, los neurotransmisores serotonina, noradrenalina y dopamina, en la hendidura sináptica entre neuronas en el cerebro. Algunos medicamentos afectan directamente a los receptores de monoaminas.
Se concluyó por hipótesis que la serotonina regula otros sistemas de neurotransmisores. La disminución de la actividad de la serotonina puede dar lugar a que estos sistemas actúen de forma inusual e irregular. De acuerdo con esta “hipótesis permisiva” la depresión surge cuando niveles bajos de serotonina promueven bajos niveles de norepinefrina, otro neurotransmisor monoamina. Algunos antidepresivos aumentan directamente los niveles de norepinefrina, mientras que otros elevan los niveles de dopamina, un tercer neurotransmisor monoamina. Estas observaciones dieron lugar a la hipótesis de la monoamina en la depresión. En su formulación actual, la hipótesis de la monoamina postula que una deficiencia de ciertos neurotransmisores es la responsable de las características asociadas a la depresión: “La norepinefrina puede estar relacionada con el estado de alerta y la energía, así como con la ansiedad, la atención y el interés por la vida; (la falta de) serotonina puede estar relacionada con la ansiedad, las obsesiones y las compulsiones; y la dopamina puede estar relacionada con la atención, motivación, el placer, la recompensa y el interés en la vida”. Los defensores de esta teoría recomiendan la elección de un antidepresivo que tenga un mecanismo de acción que afecte a la mayoría de los síntomas más prominentes. Los pacientes ansiosos e irritables deben ser tratados con inhibidores selectivos de la recaptación de serotonina (ISRS) o inhibidores selectivos de la recaptación de norepinefrina, y aquellos que experimentan una pérdida de energía y disfrute de la vida deben ser tratados con fármacos que eleven los niveles de norepinefrina y dopamina.
Además de los seguimientos clínicos que indican, que los fármacos que incrementan la cantidad de monoaminas disponibles son antidepresivos eficaces, recientes avances en la genética psiquiátrica muestran que la variación fenotípica en la función de la monoamina central puede estar ligeramente asociado con la vulnerabilidad a la depresión. A pesar de estos resultados, la causa de la depresión no es simplemente la deficiencia de monoamina. En las últimas dos décadas, la investigación ha puesto de manifiesto varias limitaciones de la hipótesis de la monoamina y dentro de la comunidad psiquiátrica se ha subrayado la falta de explicaciones convincentes. Otro argumento en contra se basa en que el efecto potenciador del estado de ánimo de los inhibidores MAO (inhibidores de la monoaminooxidasa) e inhibidores selectivos de la recaptación de serotonina (ISRS) lleva semanas de tratamiento para desarrollarse, a pesar de que el estímulo en las monoaminas disponibles se produce en cuestión de horas. Otro argumento en contra se basa en experimentos con agentes farmacológicos que causan un proceso de agotamiento de las monoaminas; mientras que la reducción deliberada de la concentración de monoaminas disponibles de acción centralizada puede disminuir ligeramente el estado de ánimo de los pacientes deprimidos no medicados, esta reducción no afecta al estado de ánimo de las personas sanas. La hipótesis de la monoamina, ya limitada, se ha simplificado aún más cuando se le presenta al público en general como una herramienta de marketing masivo, generalmente expresado como un “desequilibrio químico”.
En 2003 se planteó la hipótesis de una interacción entre genes y medio ambiente (GxE) para explicar por qué el estrés de la vida es un vaticinador de episodios depresivos en algunas personas, y en otras no, en función de una variación alélica de la región promotora ligada al gen del transportador de serotonina (5-HTTLPR). Un [metaanálisis] en 2009 mostró que los eventos estresantes de la vida se asociaban con la depresión, pero no se encontró evidencia de una asociación entre el genotipo 5-HTTLPR y la depresión. Otro metaanálisis en 2009 coincidió con este último hallazgo. Una revisión de 2010 de los estudios realizados en esta área encontró una relación sistemática entre el método utilizado para evaluar la adversidad del medio ambiente y los resultados obtenidos de los estudios; esta revisión encontró también que ambos metaanálisis de 2009 fueron significativamente distorsionados hacia estudios negativos, que utilizaron medidas de autoinforme de la adversidad.

#### Otras hipótesis
Imagen por resonancia magnética de pacientes con depresión han revelado una serie de diferencias en la estructura cerebral en comparación con las imágenes de personas que no están deprimidas. Un reciente metaanálisis de estudios de neuroimagen en pacientes afectados de depresión mayor informó que, en comparación con los controles, los pacientes con depresión habían incrementado el volumen de los ventrículos laterales y la glándula suprarrenal y los volúmenes más pequeños de los ganglios basales, el tálamo (SNC), el hipocampo y el lóbulo frontal (incluyendo la corteza orbitofrontal y el giro recto). Las hiperintensidades se han asociado con pacientes de edad de inicio tardía y han conducido al desarrollo de la teoría de la depresión vascular.
Puede haber una conexión entre la depresión y la neurogénesis adulta del hipocampo, un centro tanto para el estado de ánimo como para la memoria. En algunos individuos con depresión se ha encontrado pérdida de las neuronas del hipocampo y esto se correlaciona con el deterioro de la memoria y el estado de ánimo distímico. Los medicamentos pueden aumentar los niveles de serotonina en el cerebro, estimulando la neurogénesis e incrementando así la masa total del hipocampo. Este incremento puede ayudar a restablecer el estado de ánimo y la memoria. Se han observado relaciones similares entre la depresión y un área de la corteza cingulada anterior implicada en la modulación del comportamiento emocional. Una de las neurotrofinas responsable de la neurogénesis es el factor neurotrófico derivado del cerebro (conocido como BDNF en inglés). El nivel de BDNF en el plasma sanguíneo en sujetos deprimidos se reduce drásticamente (más de tres veces) en comparación con la norma. El tratamiento antidepresivo incrementa el nivel en sangre de BDNF. Aunque se han encontrado niveles reducidos en plasma del BDNF en muchos otros trastornos, existe alguna evidencia de que el BDNF está implicado en la causa de la depresión y en el mecanismo de acción de los antidepresivos.
Existe alguna evidencia de que la depresión mayor puede ser causada en parte por una hiperactividad del eje hipotalámico-hipofisario-adrenal (eje HPA en inglés), que se traduce en un efecto similar a la respuesta neuroendocrina al estrés. Las investigaciones indican un aumento en los niveles de la hormona cortisol, y agrandamiento de las glándulas pituitaria y adrenal, lo que sugiere que las alteraciones del sistema endocrino pueden desempeñar un papel en algunos trastornos psiquiátricos, incluyendo la depresión. La hipersecreción de la hormona liberadora de hormona adrenocorticotropa por parte del hipotálamo se cree que conduce a esto, y está relacionada con los síntomas cognitivos y la excitación. La hormona estrógeno se ha implicado en los trastornos depresivos debido al aumento en el riesgo de episodios depresivos después de la pubertad, el período prenatal, y se reducen las tasas después de la menopausia. Por el contrario, los períodos premenstruales y de postparto, de bajos niveles de estrógeno, están también asociados con un mayor riesgo. El retiro repentino, las fluctuaciones o los periodos de bajos niveles sostenidos de estrógeno se han relacionado con una significativa disminución del ánimo. La recuperación clínica de la depresión postparto, la perimenopausia y la postmenopausia demostró ser efectiva después de que se estabilizaron o restauraron los niveles de estrógeno.
Otras investigaciones han examinado las posibles funciones de moléculas necesarias para el funcionamiento de la biología celular: las citocinas. Los síntomas del trastorno depresivo mayor son casi idénticos a los del comportamiento de una enfermedad, la respuesta del cuerpo cuando el sistema inmunológico está luchando contra una infección. Esto plantea la posibilidad de que la depresión pueda ser consecuencia de una manifestación desadaptada del comportamiento de la enfermedad como consecuencia de anomalías en las citocinas circulantes. La participación de las citocinas proinflamatorias en la depresión está fuertemente sugerida por un metaanálisis de la bibliografía clínica que muestra una mayor concentración en sangre de IL-6 y TNF-@ en sujetos deprimidos en comparación con los controles. Estas anormalidades inmunológicas pueden causar una producción excesiva de prostaglandina E₂ y probablemente una excesiva expresión de COX-2 (ciclooxigenasa 2). Las anomalías, como en la enzima indolamina 2,3-dioxigenasa activa así como en el metabolismo del triptófano por vía de la quinurenina, pueden conducir a un exceso de metabolismo del triptófano vía quinurenina y dar lugar a un aumento en la producción de la neurotoxina ácido quinolínico, que contribuye a la depresión mayor. También puede contribuir la activación de receptores NMDA que conduzcan a un exceso en la neurotransmisión glutamatérgica.

### Psicológico
Varios aspectos de la personalidad y de su desarrollo parecen ser parte integrante de la aparición y persistencia de la depresión, con la emocionalidad negativa y elevado neuroticismo como un precursor común. A pesar de que los episodios depresivos están muy relacionados con los eventos adversos, la forma característica de un individuo de hacer frente a la situación puede estar relacionada con su poder de recuperación. Además, la baja autoestima y los pensamientos autoderrotistas o distorsionados están relacionados con la depresión. La depresión es menos probable que se produzca, y remite más rápidamente, entre las personas que son religiosas o espirituales. No siempre está claro qué factores son las causas y cuáles son los efectos de la depresión, sin embargo, las personas deprimidas que son capaces de reflexionar y cuestionar sus patrones de pensamiento a menudo muestran un mejor estado de ánimo y autoestima.
El psiquiatra estadounidense Aaron T. Beck, siguiendo los trabajos anteriores de George Kelly y Albert Ellis, desarrolló en la década de 1960 lo que hoy se conoce como un modelo cognitivo de la depresión. Propuso que tres conceptos están implicados en la depresión: una tríada de pensamientos negativos integrada por errores cognitivos del sujeto acerca de sí mismo, de su mundo y de su futuro; patrones recurrentes de pensamientos negativos, o esquemas; y procesamiento cognitivo de la información distorsionado. A partir de estos principios desarrolló la técnica estructurada de las terapias cognitivo-conductuales (TCC). Según el psicólogo estadounidense Martin Seligman, la depresión en seres humanos es similar a la indefensión aprendida con animales de laboratorio, que permanecen en situaciones desagradables cuando son capaces de escapar, pero no lo hacen porque al principio (o inicialmente) aprendieron que no tenían control alguno.
La teoría del apego, que fue desarrollada por el psiquiatra inglés John Bowlby en la década de 1960, predice una relación entre el trastorno depresivo en la edad adulta y la calidad del vínculo temprano entre el infante y el cuidador adulto. En particular se cree que “las experiencias de pérdida precoz, de separación y rechazo por parte de los padres o del cuidador (trasmitiendo el mensaje de que el niño no es digno de ser amado) pueden conducir modelos internos de trabajo inseguros [...] Representaciones cognitivas internas del yo como indigno de ser amado y de figuras de apego no queridas o no confiables sería coherente con partes de la tríada cognitiva de Beck. Mientras que una amplia variedad de estudios ha apoyado (defendido) los principios básicos de la teoría del apego, la investigación no ha sido concluyente en cuanto a si se puede comprobar que existe una relación entre el apego temprano por atribución y la depresión posterior.
Los individuos con depresión a menudo se culpan por los acontecimientos negativos, y como se muestra en un estudio de 1993 de adolescentes hospitalizados con depresión por atribución, los que se culpan a sí mismos por los sucesos negativos no pueden tomar el crédito por los resultados positivos. Esta tendencia es característica de una depresión de atribución o estilo explicativo pesimista. Según Albert Bandura, un psicólogo social canadiense que se asocia con la teoría cognitiva social, las personas deprimidas tienen creencias negativas sobre sí mismos, basados en las experiencias de fracaso, observando el fracaso de los modelos sociales, la falta de persuasión social de que pueden tener éxito, y sus propios estados somáticos y emocionales que incluyen la tensión y el estrés. Estas influencias pueden dar lugar a un concepto negativo de sí mismo y a una percepción de falta de autoeficacia; es decir, no creen que puedan influir en los acontecimientos o lograr metas personales.
Un examen de la depresión en las mujeres indica que los factores de vulnerabilidad, tales como la pérdida temprana de la madre, la falta de una relación de confianza, la responsabilidad del cuidado de varios niños pequeños en casa, y el desempleo, pueden actuar como eventos estresantes de la vida que aumentan el riesgo de padecer depresión. Para los adultos mayores, los factores de vulnerabilidad son a menudo problemas de salud, cambios en las relaciones con el cónyuge o con los hijos adultos debido a la transición ser prestador de cuidados a necesitar cuidados, la muerte de un ser querido, o un cambio en la disponibilidad o la calidad de las relaciones sociales con amigos mayores a causa de sus propios cambios de vida por motivos de salud.
La comprensión de la depresión ha recibido también contribuciones de las ramas del psicoanálisis y de la psicología humanista. Desde la perspectiva psicoanalítica clásica del psiquiatra austriaco Sigmund Freud, la depresión, o melancolía, puede estar relacionada con pérdidas interpersonales y experiencias tempranas de la vida. Los terapistas existenciales han relacionado la depresión con la falta de sentido tanto en el presente como en la visión del futuro.

### Social
En general, la pobreza y el aislamiento social se asocian con un mayor riesgo de problemas de salud mental. El maltrato infantil (físico, emocional, sexual o por negligencia) también se asocia con un mayor riesgo de desarrollar trastornos depresivos en el futuro. Tal vínculo parece ser válido dado que es durante los años de desarrollo que el niño aprende cómo llegar a ser un ser social. El abuso del niño por parte del cuidador provoca un cambio en el desarrollo de la personalidad, creando un mayor riesgo de depresión y muchos otros estados mentales y emocionales debilitantes. Las perturbaciones en el ambiente familiar, tales como depresión de los padres (particularmente de la madre), conflictos maritales graves o el divorcio, el fallecimiento de uno de los padres y otras alteraciones en la crianza de los hijos, son factores de riesgo adicionales. En la edad adulta, los acontecimientos estresantes de la vida están estrechamente asociados con el inicio de episodios depresivos mayores. En este contexto, los acontecimientos ligados al rechazo social parecen estar particularmente ligados a la depresión. En este contexto, vida y eventos sociales como el rechazo aparecen como particularmente vinculados a la depresión. La evidencia de que un primer episodio de depresión es muy probable que vaya precedido por acontecimientos vitales estresantes recurrentes concuerda con la hipótesis de que las personas pueden llegar a estar cada vez más sensibilizadas frente al estrés de la vida a causa de periodos de depresión recurrentes.
La relación entre los eventos estresantes de la vida y el apoyo social ha sido objeto de cierto debate. La falta de apoyo social puede aumentar la probabilidad de que el estrés de la vida lleve a la depresión, o la falta de apoyo social puede constituir una forma de tensión que conduce directamente a la depresión. Hay evidencias de que los desórdenes sociales en los barrios, debidos por ejemplo a la delincuencia o al tráfico de drogas ilícitas, es un factor de riesgo, y que un barrio de alto nivel socioeconómico, con mejores servicios, es un factor de protección.  Las condiciones adversas en el trabajo, en particular en trabajos demandantes con poco margen para la toma de decisiones, están asociadas con la depresión, aunque la diversidad y algunos factores de confusión hacen difícil el confirmar que exista una relación causal.
El prejuicio puede causar depresión a nivel social. Esto puede ocurrir cuando las personas tienen autoestereotipos negativos acerca de sí mismos. Esta depresión causada por prejuicio (“deprejudice”) puede estar relacionada con una membresía de grupo (por ejemplo, Me-Gay-Bad) o no (Me-Bad). Si alguien tiene creencias perjudiciales sobre un grupo estigmatizado y luego se convierte en un miembro de ese grupo,  pueden interiorizar (internalizar) sus prejuicios y desarrollar depresión. Por ejemplo, un niño puede aprender el estereotipo negativo que los homosexuales (hombres gay) son inmorales. Cuando es mayor y se da cuenta de que es homosexual, puede interiorizar o hacer propio este prejuicio y deprimirse. Las personas también pueden mostrar internalización de los prejuicios a través de autoestereotipos debido a experiencias negativas en la infancia como el abuso verbal y físico.

### Evolutivo
Desde el punto de vista de la teoría evolutiva, la depresión mayor concluye por hipótesis, que en algunos casos, aumenta la aptitud reproductiva de un individuo. Enfoques evolutivos de la depresión y la psicología evolutiva postulan mecanismos específicos por los cuales la depresión puede haber sido incorporada genéticamente a la reserva de genes humanos, lo que explicaría la alta heredabilidad y prevalencia de la depresión, proponiendo que ciertos componentes de la depresión son adaptaciones como los comportamientos relacionados con el apego y la clase social. Los comportamientos actuales pueden explicarse como adaptaciones para regular las relaciones o los recursos, aunque el resultado puede ser maladaptativo en tiempos modernos.
Desde otro punto de vista, un terapeuta de consejería puede ver la depresión no como una enfermedad o trastorno bioquímico, sino como un “conjunto de amplia variedad de programas de desarrollo emocional que se activan en su mayoría por una percepción, casi siempre negativa, de una importante disminución de la utilidad personal, que a veces puede ser vinculado a la culpa, la vergüenza o a un rechazo percibido”. Este conjunto puede haberse manifestado en los cazadores primitivos envejecidos que iban en busca de alimento y que eran posteriormente marginados por sus menguadas habilidades, y puede seguir apareciendo en miembros marginados de la sociedad actual. Los sentimientos de inutilidad generados por dicha marginación podrían, en teoría, incitar el apoyo de amigos y familiares. Además, en una forma análoga a aquella en la que el dolor físico ha evolucionado para obstaculizar las acciones que pueden causar una lesión mayor, la “miseria psíquica” puede haber evolucionado para prevenir reacciones precipitadas y desadaptativas a situaciones angustiantes.

### El consumo de drogas y alcohol
El abuso de sustancias en la población psiquiátrica es muy elevado especialmente el abuso del alcohol, sedantes y cannabis. La depresión y otros problemas de salud mental pueden ser inducidos por estas sustancias, el hacer un diagnóstico diferencial o dual con respecto a si la enfermedad mental está relacionada con las sustancias o no, o acontecen en forma simultánea, es una parte importante de la evaluación siquiátrica. Según el DSM-IV (Manual diagnóstico y estadístico de los trastornos mentales, cuarta edición), no se puede hacer el diagnóstico de trastorno del estado de ánimo si se cree que la causa es debida a “los efectos fisiológicos directos de una sustancia”; cuando se cree que un síndrome que se asemeja a la depresión mayor, es causado por abuso de sustancias o por una reacción adversa a un medicamento, se habla de un “alteración del estado de ánimo inducido por sustancias”. El alcoholismo o el consumo excesivo de alcohol aumenta significativamente el riesgo de desarrollar depresión mayor. Al igual que el alcohol, las benzodiazepinas son depresores del sistema nervioso central; esta clase de medicamentos se utilizan generalmente para tratar el insomnio, la ansiedad y espasmo muscular. Del mismo modo que el alcohol, las benzodiacepinas aumentan el riesgo de desarrollar depresión mayor. Este aumento del riesgo de la depresión puede ser debido en parte a los efectos adversos o tóxicos de los fármacos hipnótico-sedantes incluyendo el alcohol en la neuroquímica, como la disminución de los niveles de serotonina y norepinefrina, o la activación de vías inflamatorias mediadas por el sistema inmune en el cerebro. La depresión puede desarrollarse o empeorar como resultado del uso crónico de benzodiacepinas o como parte de un síndrome de abstinencia prolongada. Alrededor de una cuarta parte de las personas que se recuperan de alcoholismo sufren de ansiedad y depresión, situación que puede perdurar hasta dos años. El abuso de metanfetamina se asocia también comúnmente a la depresión.

### Genética
Actualmente, el tratamiento base con antidepresivos es poco efectivo para la mayoría de los pacientes con TDM, y por tanto, la identificación de variantes de riesgo asociadas a la enfermedad podría resultar en un gran avance para el conocimiento de la enfermedad y para el desarrollo de nuevas drogas que resulten más eficaces. Recientemente se ha descubierto que la genética influye en este tipo de desorden perteneciente al campo de las enfermedades mentales, ya que, hasta el momento se habían realizado diversos estudios de asociación para convertir a las enfermedades mentales en multifactoriales o de herencia compleja, y se había fracasado en el intento debido en parte a la heterogeneidad etiológica, que reduce el poder de los estudios de asociación genética, y a la diversidad de subtipos de enfermedades mentales. Por ello, la idea de estudiar este desorden controlando el máximo de características fenotípicas y genotípicas para evitar efectos negativos por diversidad, obtuvo un resultado favorable, dando lugar a una posible relación de la enfermedad con dos genes situados en el cromosoma 10, SIRT1 y LHPP, gracias a estudios de asociación a nivel del genoma completo (GWAS).
En un GWAS de la depresión mayor con un total de 135,438 sujetos y 344,901 controles ―de Estados Unidos y Europa mayoritariamente― se encuentran 44 loci estadísticamente significantes. Hay asociados 153 genes con distintas funciones como participación en la señalización de calcio de las neuronas (CACNA1E y CACNA2D1), neurotransmisión dopaminérgica (DRD2), neurotransmisión glutamínica (GRIK5 y GRM5) y transporte de vesículas presinápticas (PCLO). Hay 4 genes especialmente significativos:
·        OLFM4: asociación con índice de masa corporal y obesidad.
·        NEGR1: asociación con índice de masa corporal y obesidad.
·        RBFOX1: funcionalidad en la regulación del splicing. 
·        LRFN5: participa en la diferenciación presináptica y en la neuroinflamación.
Además, algunos loci son compartidos con la esquizofrenia, como el gen TCF4, que también está relacionado con el autismo.
En 17 genes, los SNPs asociados a la depresión mayor influencian la expresión génica. También se han encontrado asociaciones importantes con NEGR1 y SOX5.
A pesar de que estos estudios pueden mostrar un futuro prometedor, actualmente se sabe que este trastorno puede deberse a infinidad de motivos. No tiene por qué haber un origen genético, sino situaciones de estrés elevado o cualquier otra situación que provoque un malestar psicológico. Por tanto, debido a esta complejidad motivada por la sociedad actual, no se puede afirmar que con estos resultados se pueda atacar al trastorno por la vía del DNA.

## Diagnóstico

### Evaluación clínica
Una evaluación de diagnóstico puede ser realizada por un médico de cabecera o por un psiquiatra o psicólogo, que registra las circunstancias actuales del paciente, su historia biográfica, los síntomas presentes y los antecedentes familiares. El objetivo clínico es formular los factores biológicos, psicológicos y sociales pertinentes que puedan tener un impacto en el estado de ánimo de la persona. El asesor puede también hablar de los procedimientos actuales que la persona está utilizando para regular su estado de ánimo como el consumo alcohol o drogas. La evaluación también incluye un examen del estado mental, que es una evaluación del estado de ánimo actual de la persona y el contenido del pensamiento, en particular, la presencia de temas de desesperanza o pesimismo, las autolesiones o el suicidio, y la ausencia de pensamientos o planes positivos. Los servicios especializados de salud mental son poco frecuentes en las zonas rurales, y por esta razón se deja el diagnóstico y el tratamiento en manos de los médicos de atención primaria. Este problema es aún más marcado en los países en desarrollo. El examen de salud mental puede incluir el uso de una escala de calificación como la Escala de Hamilton para la Depresión o el Inventario de Depresión de Beck. La puntuación obtenida en una sola escala de clasificación es insuficiente para diagnosticar la depresión, según los criterios definidos por la DSM o ICD (siglas en inglés para Clasificación Internacional de Enfermedades), pero proporciona una indicación de la gravedad de los síntomas durante un periodo de tiempo, por lo que una persona que obtiene una puntuación por encima de un punto dado de corte puede ser evaluada más a fondo para un diagnóstico de trastorno depresivo. Para este propósito se utilizan varias escalas de calificación. Programas selectivos, (screening (medicina)) han sido recomendados para mejorar la detección de la depresión, sin embargo hay evidencia de que no han mejorado las tasas de detección, el tratamiento o los resultados.
Los médicos de atención primaria y otros médicos que no son psiquiatras tienen dificultades para diagnosticar la depresión, en parte debido a que han sido adiestrados para reconocer y tratar los síntomas físicos, sin embargo la depresión puede causar un gran número de síntomas psicosomáticos que se relacionan con la esfera psicológica del individuo. Los médicos que no son psiquiatras se equivocan en su diagnóstico en dos tercios de los casos que se les presentan y tratan a otros pacientes de forma superflua.
Antes de diagnosticar un trastorno depresivo mayor, generalmente un doctor realiza un examen médico y estudios determinados para descartar otras posibles causas de los síntomas. Estos estudios incluyen: análisis de sangre para medir la TSH y la tiroxina para excluir hipotiroidismo; electrolitos básicos y calcio sérico para descartar una alteración metabólica; y un conteo sanguíneo completo que incluya tasa de sedimentación eritrocítica o tasa de ESR (ESR siglas en inglés) para descartar una infección sistémica o una enfermedad crónica. También deben descartarse el abuso del alcohol y las reacciones adversas a medicamentos. Los niveles de testosterona pueden ser evaluados para el diagnóstico de hipogonadismo, una de las causas de la depresión en los hombres.
Quejas cognitivas subjetivas aparecen en personas mayores con depresión, pero también pueden ser indicativas del inicio de un trastorno de demencia, como la enfermedad de Alzheimer. Las pruebas cognitivas y de imagen cerebral pueden ayudar a distinguir la depresión de la demencia. Una tomografía axial computarizada TC puede excluir patología cerebral en pacientes con síntomas de psicosis, de inicio rápido o inusuales. Los estudios generalmente no se repiten por un episodio posterior a menos que haya una indicación médica.
No hay pruebas biológicas que confirmen la depresión mayor. Se han buscado biomarcadores de la depresión para poder proporcionar un método objetivo de diagnóstico. Hay varios biomarcadores potenciales, que incluyen el factor neurotrófico derivado del cerebro y varias técnicas de imagen de resonancia magnética funcional. Un estudio desarrolló un modelo de árbol de decisión de interpretar una serie de resonancias magnéticas tomadas durante diferentes actividades. Los autores de ese estudio fueron capaces de lograr una sensibilidad del 80% y una especificidad del 87%, que corresponde a un valor predictivo negativo del 98% y un valor predictivo positivo del 32% (cocientes de probabilidad positivo y negativo de 6.15, 0.23 respectivamente). Sin embargo se necesita mucha más investigación antes de que estas pruebas puedan ser utilizadas para el diagnóstico clínico.

### Criterios DSM-IV-TR y la CIE-10
Los criterios más utilizados para el diagnóstico de estados depresivos se encuentran en el Manual Diagnóstico y Estadístico de trastornos mentales (DSM-IV-TR) establecido por la Asociación Estadounidense de Psiquiatría y que se encuentra en su cuarta versión revisada, y la Clasificación Estadística Internacional de Enfermedades y Problemas Relacionados con la Salud décima versión (CIE-10) desarrollado por la Organización Mundial de la Salud, que utiliza el nombre de episodio depresivo para el caso de un solo episodio y el de trastorno depresivo recurrente para episodios repetidos.  Este último sistema se utiliza normalmente en los países europeos, mientras que el primero se utiliza en los EE. UU. y muchas otras naciones no europeas. Los autores de ambos han trabajado para buscar una convergencia de criterios.
Tanto el DSM-IV-TR como el CIE-10 muestran los síntomas depresivos principales. El CIE-10 define tres síntomas típicos de la depresión (estado de ánimo depresivo, anhedonia y pérdida de energía) dos de los cuales deben estar presentes para determinar un diagnóstico de trastorno depresivo. Según el DSM-IV-TR, hay dos síntomas principales de depresión, estado de ánimo depresivo y anhedonia. Por lo menos uno de los dos debe estar presente para hacer un diagnóstico de episodio depresivo mayor.
El trastorno depresivo mayor se clasifica como un trastorno del estado de ánimo según el DSM-IV-TR. El diagnóstico depende de la presencia de episodios depresivos mayores únicos o recurrentes. Otros calificadores se utilizan para calificar tanto el episodio mismo como la evolución del trastorno. La categoría de trastorno depresivo no especificado se diagnostica si la manifestación del episodio depresivo no cumple con los criterios para un episodio depresivo mayor. El sistema de la CIE-10 no utiliza el término trastorno depresivo mayor, pero pone una lista de criterios muy similares para el diagnóstico de un episodio depresivo (leve, moderado o severo); el término recurrente puede añadirse si se han producido varios episodios sin manía.

#### Episodio depresivo mayor
Un episodio depresivo mayor se caracteriza por la presencia de un estado de ánimo muy deprimido que persiste durante al menos dos semanas. Los episodios pueden ser aislados o recurrentes y se clasifican como leves (pocos síntomas por encima de criterios mínimos), moderados, o severos (impacto notable en la actividad laboral o social). Un episodio con características psicóticas, comúnmente conocida como depresión psicótica, está clasificado automáticamente como grave. Si el paciente ha tenido un episodio de manía o estado de ánimo notablemente elevado, se realiza en su lugar un diagnóstico de trastorno bipolar. La depresión sin periodos de manía se refiere a veces como depresión unipolar debido a que el estado de ánimo se mantiene en un estado emocional o “polo”.
El DSM-IV-TR excluye los casos en que los síntomas provienen del duelo (psicología), aunque es posible que el duelo normal evolucione hacia un episodio depresivo si el estado de ánimo persiste y se desarrollan los rasgos característicos de un episodio depresivo mayor. Los criterios han sido criticados porque no tienen en cuenta otros aspectos del contexto personal y social en donde se puede producir la depresión. Además, algunos estudios han encontrado poco apoyo empírico a los criterios de exclusión establecidos por el DSM-IV, indicando que son un diagnóstico por convenio que se basa engañosamente en la aparición de una secuencia continua de síntomas depresivos de diversa gravedad y duración. Se excluye una gama de diagnósticos relacionados, incluyendo la distimia, que implica un trastorno crónico pero suave del estado depresivo menor; depresión breve recurrente, que consiste en episodios depresivos menores; desorden depresivo menor; por lo cual están presentes solo algunos de los síntomas de la depresión mayor; y trastorno adaptativo con estado de ánimo depresivo, que implica bajo estado de ánimo resultante de una respuesta psicológica a un acontecimiento identificable o estresante.

#### Subtipos
El DSM-IV-TR reconoce otros cinco subtipos de trastorno depresivo mayor, denominados especificadores, además de señalar la duración, la gravedad y la presencia de síntomas psicóticos:
- La depresión melancólica se caracteriza por una pérdida de placer en la mayoría o en todas las actividades, una falta de reactividad a los estímulos placenteros, un estado de ánimo deprimido más pronunciado que el del duelo (psicología) o la pérdida, un empeoramiento de los síntomas en las mañanas, despertar de madrugada, retraso psicomotor, pérdida excesiva de peso (que no debe confundirse con la anorexia nerviosa), o culpa excesiva.[150]
- La depresión atípica se caracteriza por la reactividad del estado de ánimo (anhedonia paradójica) y la positividad, la ganancia significativa de peso o aumento del apetito (comer en exceso), exceso de sueño o somnolencia (hipersomnia), una sensación de pesadez en las extremidades conocida como parálisis pesada, y una importante discapacidad social como consecuencia de hipersensibilidad a la percepción de rechazo social.[151]
- La depresión catatónica es una forma rara y severa de la depresión mayor que incluye trastornos de la conducta motora y otros síntomas. En este caso la persona no habla y se encuentra casi en un estado de estupor, y o bien permanece inmóvil o presenta movimientos aleatorios o incluso extraños. Los síntomas catatónicos se presentan también en la esquizofrenia o en los episodios maniacos, o pueden ser causados por el síndrome neuroléptico maligno.[152]
- La depresión postparto, o los trastornos mentales y del comportamiento asociados con el puerperio, no clasificados en alguna otra parte,[133] se refiere a la intensa, sostenida y a veces incapacitante depresión que experimentan las mujeres después del parto. La depresión postparto tiene una tasa de incidencia de 10 a 15% entre las madres primerizas. El DSM-IV dispone que, con el fin de calificar la depresión postparto se toma como inicio un mes a partir de la fecha de parto. Se dice que la depresión postparto puede durar hasta tres meses.[153]
- El trastorno afectivo estacional (siglas en inglés SAD) es una forma de depresión en la que los episodios depresivos comienzan en el otoño o el invierno y desaparecen en primavera. El diagnóstico se realiza si se han producido al menos dos episodios en los meses más fríos y ninguno más , durante un periodo de dos años o más.[154]

### Diagnóstico diferencial
Para conferir como diagnóstico más probable el diagnóstico de trastorno depresivo mayor, deben ser considerados otros posibles diagnósticos diferenciales como la distimia, el trastorno adaptativo con estado de ánimo depresivo, o el trastorno bipolar. La distimia es un trastorno afectivo crónico de carácter depresivo leve en el cual la persona reporta un estado de ánimo deprimido durante prácticamente todo el día durante al menos dos años. Los síntomas no son tan severos como los de la depresión mayor, aunque las personas con distimia son vulnerables a padecer una depresión mayor (a veces referido como depresión doble). El trastorno de adaptación con estado de ánimo depresivo es un trastorno del estado de ánimo que aparece como una respuesta psicológica a un evento estresor identificable, en el que los síntomas emocionales o de comportamiento resultantes son importantes, pero no cumplen los criterios de un episodio depresivo mayor. El trastorno bipolar, también conocido como trastorno maniaco-depresivo, es una condición en la que las fases depresivas alternan con periodos de manía o hipomanía. Aunque actualmente la depresión se encuentra clasificada como un trastorno separado, existe un debate en curso debido a que los individuos diagnosticados con depresión mayor a menudo experimentan algunos síntomas hipomaníacos, lo que indica un continuo trastorno del estado de ánimo.
Antes de diagnosticar el trastorno depresivo mayor deben descartarse otros trastornos. Estos incluyen depresiones debido a enfermedades físicas, medicamentos y el abuso de sustancias. La depresión debida a una enfermedad física es diagnosticada como parte de los trastornos del estado de ánimo debido a una enfermedad médica. Esta condición se determina sobre la base de la historia clínica, los hallazgos de laboratorio y la exploración física. Cuando la depresión es causada por el abuso de una sustancia incluyendo drogas de abuso, un medicamento, o la exposición a una toxina, entonces se diagnostica como un trastorno del estado de ánimo inducido por sustancias.

## Prevención
Las intervenciones conductuales, como la terapia interpersonal y la Terapias cognitivo-conductuales, son eficaces en la prevención de la depresión de nuevo inicio. Debido a que tales intervenciones parecen ser más eficaces cuando se dan a individuos o grupos reducidos, se ha sugerido la utilización de Internet como medio para abarcar a un gran público de una manera más eficiente. Sin embargo un metaanálisis anterior encontró que los programas de prevención con un componente de mejora de la competencia eran superiores a programas orientados al comportamiento en general, y encontraron que los programas de comportamiento eran particularmente poco útiles para las personas mayores, para quienes los programas de apoyo social eran singularmente beneficiosos. Además, los programas que prevenían mejor la depresión comprendían más de ocho sesiones, con una duración de 60 a 90 minutos cada una, eran impartidos por una combinación de voluntarios y profesionales, tenían un diseño de investigación de alta calidad, informaban de las tasa de cancelación de clientes y tenía una intervención bien definida.
El sistema holandés de atención de la salud mental ofrece intervenciones preventivas, como el curso “Haciendo frente a la depresión” (siglas en holandés CWD) para las personas con depresión subumbral. Se afirma que este curso es la intervención psicoeducativa más exitosa para el tratamiento y prevención de la depresión (tanto por su capacidad de adaptación a diversos sectores de la población como por sus resultados), con una reducción del riesgo en la depresión mayor del 38% y una gran eficacia comparándolo con otras psicoterapias. Los esfuerzos para la prevención pueden dar lugar a una disminución en las tasas de la afección de entre 22 y 38%. Una intervención de atención escalonada (espera vigilante, terapia cognitivo-conductual (TCC) y medicación para algunos) logró una reducción del 50% en la tasa de incidencia, en un grupo de pacientes de 75 años o más.

## Administración
Los tres tratamientos más comunes para la depresión son la psicoterapia, los medicamentos y la terapia electroconvulsiva. La psicoterapia es el tratamiento de primera elección (sobre la medicación) para menores de 18 años. Las directrices de 2004 del Instituto Nacional para la Salud y la Excelencia Clínica del Reino Unido (NICE por sus siglas en inglés) indican que los antidepresivos no deben ser utilizados para el tratamiento inicial de la depresión leve, porque la relación riesgo/beneficio es pobre. Las directrices recomiendan que el tratamiento con antidepresivos en combinación con intervenciones psicosociales deben considerarse para:
- Personas con antecedentes de depresión moderada o grave.
- Personas con depresión leve, presente durante un largo periodo.
- Como segunda línea de tratamiento para depresión leve, que persiste después de otras intervenciones.
- Como primera línea de tratamiento para la depresión moderada o severa.

Además las directrices señalan que el tratamiento con antidepresivos debe continuarse durante al menos seis meses para reducir el riesgo de recaída, y que los ISRS (Inhibidores Selectivos de Recaptación de Serotonina) son mejor tolerados que los antidepresivos tricíclicos.
La guía de la Asociación Estadounidense de Psiquiatría  recomienda que el tratamiento inicial debe adaptarse de forma individual basándose en factores que incluyen la gravedad de los síntomas, trastornos coexistentes, la experiencia de un tratamiento previo y la preferencia del paciente. Las opciones pueden incluir la farmacoterapia, psicoterapia, terapia electroconvulsiva (TEC), la estimulación magnética transcraneal (TMS) o la terapia de la luz. Los medicamentos antidepresivos se recomiendan como una opción de tratamiento inicial en personas con depresión mayor leve, moderada o severa, y se debe dar a todos los pacientes con depresión grave a menos que se planee una terapia electroconvulsiva (TEC).
Las opciones de tratamiento son mucho más limitadas en los países en desarrollo, donde a menudo resulta difícil el acceso a personal de salud mental calificado, a los medicamentos y a la psicoterapia. El desarrollo de servicios de salud mental es mínimo en muchos países; la depresión es vista como un fenómeno del mundo desarrollado, a pesar de evidencias que dicen lo contrario, y no como una condición que amenaza inherentemente la vida. Una revisión Cochrane de 2014 encontró escasas evidencias para determinar la efectividad de la terapia psicológica versus tratamiento médico en los niños.

### Psicoterapia
La psicoterapia puede ser impartida a individuos, grupos o familias por profesionales de salud mental como psicoterapeutas, psiquiatras, psicólogos, trabajadores sociales clínicos, consejeros y enfermeras psiquiátricas debidamente capacitadas. En los casos de formas más complejas y crónicas de depresión, se puede utilizar una combinación de medicamentos y psicoterapia. Un estudio de 2012 determinó que la psicoterapia es mejor que ningún tratamiento pero no mejor que otros tratamientos.
Actualmente las terapias cognitivo-conductuales (TCC) son, según un estudio de investigaciones compiladas, el tratamiento más útil y eficaz en depresión infantil y en adolescentes, y la TCC en combinación con la psicoterapia interpersonal (TIP) son terapias preferenciales para depresión en adolescentes. En pacientes menores de 18 años, según el Instituto Nacional para la Salud y la Excelencia Clínica, la medicación debe darse solo en combinación con una terapia psicológica como terapias cognitivo-conductuales (TCC), terapia interpersonal (TIP) o terapia familiar.
La psicoterapia ha demostrado ser eficaz en las personas mayores. La psicoterapia exitosa parece reducir la recurrencia de la depresión incluso después de haber sido finalizada o sustituida por sesiones de refuerzo ocasionales.
La forma más ampliamente estudiada de psicoterapia para la depresión es la terapia de la conducta cognitiva TCC, que enseña a los pacientes a desafiar sus pesimistas formas perdurables de pensamiento (cogniciones) y cambio de comportamientos contraproducentes. Una investigación iniciada a mediados de la década de 1990 sugirió que la TCC podría funcionar tan bien o incluso mejor que los antidepresivos en pacientes con depresión de moderada a severa. La TCC puede ser eficaz en adolescentes deprimidos, aunque sus efectos en los episodios severos no se conocen de manera definitiva. Distintas variables predicen el éxito de la terapia cognitivo conductual en adolescentes: niveles más altos de pensamientos racionales, menos desesperanza, menos pensamientos negativos y menos distorsiones cognitivas. CBT is particularly beneficial in preventing relapse. La TCC es particularmente beneficiosa para la prevención de recaídas. Diversas variantes de la terapia cognitivo conductual se han utilizado en pacientes con depresión, la más notable es la terapia racional emotiva conductual y la terapia cognitiva basada en la conciencia plena. Programas de reducción de estrés basados en la conciencia plena pueden reducir los síntomas de la depresión. Programas basados en la conciencia plena parecen ser también una intervención prometedora en los jóvenes.
El psicoanálisis es una escuela de pensamiento fundada por Sigmund Freud, que hace hincapié en la resolución de los conflictos mentales del inconsciente. Algunos médicos utilizan técnicas psicoanalíticas para tratar a los pacientes que presentan depresión mayor. Una psicoterapia más ampliamente practicada es la terapia psicodinámica, técnica ecléctica que se basa poco en el psicoanálisis y tiene un enfoque social e interpersonal adicional. En un metaanálisis de tres ensayos controlados de psicoterapia psicodinámica de apoyo a corto plazo, se encontró que esta modificación era tan eficaz como la medicación para la depresión leve a moderada.
La logoterapia, una forma de psicoterapia existencial desarrollada por el psiquiatra austriaco Viktor Frankl, aborda el relleno de un “vacío existencial” asociado con sentimientos de inutilidad y falta de sentido. Se postula que este tipo de psicoterapia puede ser útil para el tratamiento de la depresión en los adolescentes mayores.

### Antidepresivos

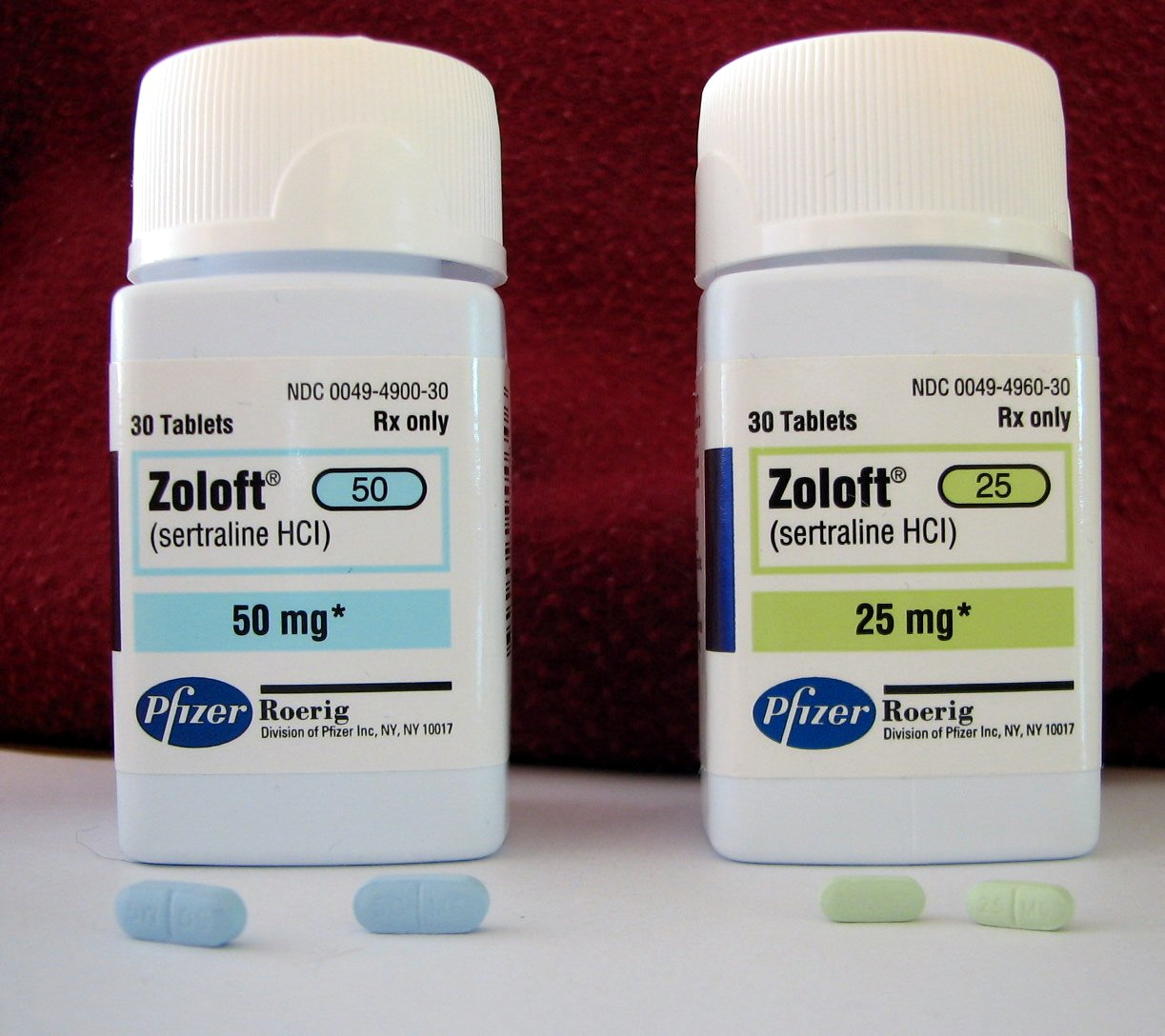
La sertralina (Zoloft) se utiliza principalmente para tratar la depresión mayor en pacientes adultos ambulatorios. En 2007 fue el antidepresivo más recetado en el mercado minorista de Estados Unidos con 29.652.000 recetas.

Han surgido resultados contradictorios en estudios que analizan la eficacia de los antidepresivos en personas con depresión aguda leve a moderada. Evidencia más relevante apoya la utilidad de los antidepresivos en el tratamiento de la depresión crónica (distimia) o severa.
Los investigadores Irving Kirsch y Thomas Moore han puesto en duda la actividad farmacológica de los antidepresivos en el alivio de la depresión y afirman que la eficacia de esta medicación es semejante a la sustancia placebo. En una publicación posterior, Kirsch concluyó que el efecto general de los medicamentos antidepresivos de nueva generación está por debajo de los criterios recomendados para un significado clínico. Resultados similares se obtuvieron en un metaanálisis por Fournier.
En 2014 la Administración de Alimentos y Medicamentos de los Estados Unidos (FDA siglas en inglés) publicó una revisión sistemática de todos los ensayos de mantenimiento con antidepresivos presentados a la agencia entre 1985 y 2012. Los autores concluyeron que el tratamiento de mantenimiento redujo el riesgo de recaída en un 52% en comparación con el placebo, y que este efecto se debió principalmente a la depresión recurrente en el grupo placebo antes que a un efecto por la retirada del fármaco.
Para encontrar el medicamento antidepresivo más eficaz y con mínimos efectos secundarios, se pueden ajustar las dosis y, si es necesario, se pueden probar combinaciones de diferentes clases de antidepresivos. Las tasas de respuesta al primer antidepresivo administrado serían del 50 al 75%, y se pueden necesitar al menos de 6 a 8 semanas desde el inicio de la medicación para la remisión (medicina). El tratamiento con medicamentos antidepresivos generalmente se continúa durante 16 a 20 semanas después de la remisión para minimizar el riesgo de recurrencia, e incluso se recomienda prolongarlo hasta por un año. Las personas con depresión crónica pueden necesitar tomar los medicamentos de forma indefinida para evitar una recaída.
En 2009 se publicó una revisión sistemática de la eficacia en el trastorno depresivo mayor de 12 antidepresivos de nueva generación, llegando a la conclusión que la mirtazapina, escitalopram, venlafaxina y sertralina fueron significativamente más eficaces respecto al resto de antidepresivos (duloxetina, fluoxetina, fluvoxamina, paroxetina y reboxetina. Además se reseñó que escitalopram y sertralina mostraron el mejor perfil de aceptabilidad, tolerancia y una menor tasa de abandono respecto a duloxetina, fluvoxamina, paroxetina, reboxetina y venlafaxina. En niños, los datos aportados por otros trabajos, indican que fluoxetina, sertralina y escitalopram son eficaces y bien tolerados y suelen ser los más recomendados.

#### Inhibidores selectivos de la recaptación de serotonina
Los inhibidores selectivos de la recaptación de serotonina (ISRS) son de los primeros medicamentos que se prescriben, debido a que presentan efectos secundarios relativamente leves y también a que son menos tóxicos en caso de sobredosis que otros antidepresivos. Los pacientes que no responden a un ISRS puedes ser tratados con otro antidepresivo y esto se traduce en una mejoría en casi el 50% de los casos. Otra opción es cambiar al antidepresivo atípico bupropion.
Un estudio encargado por el Instituto Nacional de la Salud y Cuidados de Excelencia concluyó que existe una marcada evidencia de que los Inhibidores selectivos de la recaptación de la serotonina (ISRS) (SSRIS por sus siglas en inglés) tienen una mayor eficacia en el logro de la reducción de un 50% en los registros de depresión en el caso de depresión mayor moderada y severa, y existen algunas evidencias de un efecto similar en la depresión leve. Del mismo modo, una revisión sistemática Cochrane de ensayos clínicos del antidepresivo genérico amitriptilina concluyó que existe una firme evidencia de que su eficacia es superior al placebo.
Para la depresión en adolescentes se recomienda la fluoxetina. Los antidepresivos parecen tener solo un ligero beneficio en los niños. También existen pruebas insuficientes para determinar la eficacia en aquellos pacientes con depresión complicada por una demencia. Cualquier antidepresivo puede causar niveles bajos de sodio sérico (hiponatremia); sin embargo esto ocurre con mayor frecuencia con los ISRS. No es raro que los ISRS causen o empeoren el insomnio, por lo que en estos casos se puede utilizar mirtazapina, un antidepresivo tetracíclico de acción ansiolítica e hipnótica.

#### Inhibidores de la recaptación de serotonina y noradrenalina
La venlafaxina, un antidepresivo inhibidor de la recaptación de serotonina y noradrenalina (IRSN) con un mecanismo de acción diferente, podría ser moderadamente más eficaz que los ISRS. Sin embargo, en el Reino Unido no se recomienda el uso de la venlafaxina como tratamiento de primera línea, debido a que hay pruebas que sugieren que los riesgos pueden ser mayores a los beneficios, y específicamente no se aconseja su uso en niños y adolescentes.

#### Inhibidores de la monoamino oxidasa
Los inhibidores de la monoamino oxidasa de tipo irreversibles, una clase más antigua de antidepresivos, pueden interaccionar con algunos alimentos y medicamentos y causar reacciones peligrosas incluso potencialmente mortales. Todavía se utilizan solo en raras ocasiones a pesar de que se han desarrollado nuevos agentes de mayor tolerancia de esta clase. El perfil de seguridad es diferente en el caso de los inhibidores reversibles de la monoamino oxidasa, como la moclobemida, donde el riego de interacciones alimentarias graves es insignificante y las restricciones dietéticas son menos estrictas.

#### Riesgo de suicidio
Para los niños, adolescentes y probablemente también para los adultos jóvenes entre 18 y 24 años, existe un riesgo de ideas suicidas y comportamiento suicida en aquellos tratados con ISRS. En el caso de los adultos, no está claro si los ISRS afectan o no el riesgo de suicidio. Un estudio no encontró conexión, otro encontró un aumento en el riesgo y un tercero no encontró riesgo alguno en pacientes entre 25 y 65 años y sí una disminución en el riesgo en aquellos mayores de 65 años. En 2007 se lanzó en Estados Unidos una advertencia de recuadro negro sobre el uso de los ISRS y otros medicamentos antidepresivos, debido al aumento del riesgo de suicidio en pacientes menores de 24 años. Avisos similares de modificaciones preventivas fueron implementados por el Ministerio de Salud de Japón.

### Otros medicamentos
Hay alguna evidencia de que los suplementos de aceite de pescado que contienen altos niveles de ácido eicosapentaenoico (EPA) y Ácido docosahexaenoico (DHA) pueden ser eficaces en el tratamiento de la depresión mayor, pero un metaanálisis de la investigación concluye que los efectos positivos pueden deberse al sesgo de publicación en literatura sobre antidepresivos. Existe cierta evidencia preliminar de que los inhibidores selectivos de la COX-2 tienen un efecto beneficioso sobre la depresión mayor. Las sales de litio en términos médicos, parecen ser efectivas para reducir el riesgo de suicidio, en los pacientes con trastorno bipolar y depresión unipolar, a casi los mismos niveles que la población general. Hay un reducido rango de dosis efectivas y seguras de litio, por eso es necesaria una estrecha vigilancia. Una baja dosis de hormona tiroidea puede añadirse a los antidepresivos existentes para el tratamiento los síntomas de depresión persistente en pacientes que han intentado ciclos múltiples de medicación.

### Terapia electroconvulsiva
La terapia electroconvulsiva (TEC) es un tratamiento psiquiátrico estándar en el que las convulsiones son inducidas eléctricamente en los pacientes para proporcionar alivio para la depresión y otras trastornos mentales.: 1880  La TEC se aplica con el consentimiento informado del paciente como una última línea de intervención para el trastorno depresivo mayor.
Una ronda de TEC es efectiva para aproximadamente el 50% de las personas con trastorno depresivo mayor resistente a tratamiento, ya sea unipolar o bipolar. El tratamiento de seguimiento está todavía poco estudiado, pero alrededor de la mitad de los pacientes que responden recaen a los doce meses.
Aparte de los efectos en el cerebro, los riesgos físicos generales de la TEC son similares a los de una anestesia general de breve duración.: 259  Inmediatamente después del tratamiento, los efectos secundarios adversos más comunes son confusión y pérdida de memoria. La TEC es considerada una de las opciones de tratamiento menos perjudiciales para mujeres embarazadas con depresión severa.
Una serie usual de la TEC implica múltiples administraciones, dadas normalmente dos o tres veces por semana hasta que el paciente ya no tenga los síntomas. La TEC se administra bajo anestesia con un relajante muscular. La terapia electroconvulsiva puede diferir en su aplicación en tres formas: la colocación de electrodos, la frecuencia de los tratamientos y la forma de onda eléctrica del estímulo. Estas tres formas de aplicación tienen diferencias significativas tanto en los efectos secundarios adversos como en la remisión de los síntomas. Después del tratamiento se continúa con la terapia farmacológica y algunos pacientes reciben terapia electroconvulsiva de mantenimiento.
La TEC parece funcionar en el corto plazo principalmente en lóbulo frontal vía un efecto antiepiléptico y a más largo plazo, ante todo en el lóbulo temporal, vía efectos neurotróficos.

### Otro tratamiento
La fototerapia brillante reduce la severidad de los síntomas de depresión. Se ha demostrado que es beneficiosa tanto para el trastorno afectivo estacional como para la depresión no estacional, y tiene un efecto similar al de los antidepresivos convencionales. En la depresión no estacional, no resultó efectiva la combinación de la terapia de luz con el tratamiento estándar de antidepresivos. Sin embargo, en la depresión no estacional, donde se utilizó la terapia de luz principalmente en combinación con antidepresivos o terapia de privación de sueño, se encontró una eficacia moderada con una respuesta mejor que el tratamiento de control en estudios de alta calidad, en estudios que aplicaron el tratamiento de luz de la mañana y con pacientes que responden a una privación total o parcial de sueño. Ambos análisis indicaron mala calidad, corta duración y pequeño volumen de la mayoría de los estudios revisados.
Hay algunas pruebas que indican que una noche de privación total de sueño puede ayudar. El ejercicio físico es recomendado para el manejo de la depresión leve y tiene un efecto moderado en los síntomas. Es equivalente, en la mayoría de las personas, a la utilización de medicamentos o terapias psicológicas. En pacientes de edad avanzada el ejercicio físico parece disminuir la depresión. En estudios clínicos abiertos observacionales no aleatorios, la cesación tabáquica se asocia con mejoras en la depresión igual o más que ocurre con los medicamentos.
El tratamiento de depresión mediante la psicoterapia asistida por psilocibina está siendo examinado. En 2018 la Food and Drug Administration (FDA) designó como Breakthrough Therapy a esta terapia con psilocibina para depresiónes resistentes a los tratamientos.

## Pronóstico
Los episodios depresivos mayores a menudo se resuelven con el tiempo, se traten o no. Los pacientes ambulatorios en lista de espera muestran a los pocos meses una reducción del 10-15% en los síntomas; con un 20% ya no se cumplen los criterios para un trastorno depresivo. La duración media (estadística) de un episodio se ha estimado en 23 semanas con una tasa de recuperación mayor en los tres primeros meses.
Hay estudios que demuestran que el 80% de los pacientes que sufren su primer episodio de depresión mayor, experimentará por lo menos otro más durante su vida, con un promedio de cuatro episodios de por vida. Otros estudios en población general indican que aproximadamente la mitad de los que tienen un episodio se recuperarán (se traten o no) y permanecerán así, mientras que la otra mitad tendrá por lo menos un episodio más y aproximadamente el 15%  de éstos sufrirá recurrencias continuas. Estudios realizados con pacientes hospitalizados sugieren menor número de recuperaciones y mayor cronicidad, mientras que los estudios de la mayoría de los pacientes ambulatorios muestran que casi todos se recuperan, con una duración media del episodio de 11 meses. Alrededor del 90% de los pacientes con depresión severa o psicótica, la mayoría de los cuales cumplen con los criterios para otros trastornos mentales, sufren recaídas.
La recaída es más probable si los síntomas no han desaparecido por completo con el tratamiento. Las guías actuales recomiendan continuar con los antidepresivos por 4 o 6 meses después de la remisión para prevenir recaídas. Evidencia de varias pruebas de tipo prueba controlada aleatoria indican que si el paciente sigue tomando los medicamentos antidepresivos después de la recuperación, se puede reducir la probabilidad de recaída en un 70% (41% de recaída en el grupo placebo frente al 18% con el tratamiento de antidepresivos). El efecto preventivo del tratamiento parece persistir por hasta 36 meses.
Aquellas personas que experimentan episodios repetidos de depresión requieren de tratamiento continuo con el fin de evitar una depresión más severa a largo plazo. Algunas personas deben tomar los medicamentos durante largos periodos de tiempo o por el resto de sus vidas según sea el caso.
Casos en los que los resultados son deficientes se asocian con tratamientos inadecuados, síntomas iniciales severos que pueden incluir psicosis, inicio a edad temprana, más episodios anteriores, la recuperación incompleta después de un año, trastornos severos mentales o médicos preexistentes y también con familia disfuncional.
Las personas deprimidas tienen una esperanza de vida más corta que aquellos que no tienen depresión, en parte porque los pacientes deprimidos corren el riesgo de morir por suicidio. No obstante, también tienen una tasa bruta de mortalidad más alta por otras causas siendo más susceptibles a afecciones médicas tales como enfermedades del corazón. Hasta un 60% de los suicidios se asocian con algún trastorno del estado de ánimo, como la depresión mayor y el riesgo es especialmente alto si la persona sufre de desesperanza o tiene depresión y trastorno límite de la personalidad. Se estima que en los EE. UU. el riesgo vital del suicidio asociado a un diagnóstico de depresión mayor es del 3.4%, que promedia dos cifras muy dispares de casi el 7% para los hombres y el 1% para las mujeres (aunque los intentos de suicidio son más frecuentes en mujeres). La estimación es sustancialmente inferior a una cifra previamente aceptada del 15% que había sido obtenida en estudios anteriores con pacientes hospitalizados.
La depresión se asocia a menudo con el desempleo y la pobreza.  La depresión mayor es actualmente la principal causa de carga de enfermedad en América del Norte y otros países de altos ingresos, y la cuarta causa en todo el mundo. En el año 2030 se prevé que sea la segunda causa de carga de enfermedad en todo el mundo después del virus de la inmunodeficiencia humana, de acuerdo con la Organización Mundial de la Salud. El retraso o el fracaso en la búsqueda del tratamiento después de una recaída y el fallo de los profesionales de la salud para proporcionar el tratamiento adecuado, son dos barreras que impiden la reducción de la discapacidad.

## Epidemiología
| no data <700 700-775 775-850 850-925 925-1000 1000-1075 | 1075-1150 1150-1225 1225-1300 1300-1375 1375-1450 >1450 |

Años de vida ajustados en función de la discapacidad (AVAD) para los trastornos depresivos unipolares por cada 100 000 habitantes en el año 2004.
no data
<700
700-775
775-850
850-925
925-1000
1000-1075
1075-1150
1150-1225
1225-1300
1300-1375
1375-1450
>1450

La depresión es una causa importante de morbilidad en todo el mundo. Se cree que actualmente afecta a unos 298 millones de personas a partir de 2010 (el 4.3% de la población mundial). La prevalencia de vida es muy variable, desde un 3% en Japón hasta un 17% en los EE. UU. En la mayoría de los países el número de personas que van a tener depresión durante su vida está dentro del rango de 8 a 12%. En Norteamérica, la probabilidad de tener un episodio depresivo mayor en el plazo de un año es de 3 a 5% para los hombres y de 8 a 10% para las mujeres. Estudios de población han demostrado consecuentemente que la depresión mayor es aproximadamente dos veces más común en las mujeres que en los hombres, aunque no está claro por qué esto es así y si factores desconocidos están contribuyendo a esta situación. El aumento relativo de casos está relacionado más bien con el desarrollo puberal que con la edad cronológica, alcanzando la ¿??? de adulto entre 15 y 18 años lo que parece estar asociado más a factores psicosociales que a factores hormonales.
Las personas son más propensas a sufrir un primer episodio depresivo entre los 30 y 40 años de edad y hay un segundo pico menor de incidencia entre los 50 y 60 años de edad. El riesgo de depresión mayor se incrementa con enfermedades neurológicas como el accidente cerebrovascular, la enfermedad de Parkinson o la esclerosis múltiple y también durante el primer año después del parto. También es más común que se presente después de enfermedades cardiovasculares y se relaciona más con un desenlace negativo que con uno positivo. Los estudios están en desacuerdo sobre la prevalencia de la depresión en los ancianos, pero la mayoría de los datos indican que hay una reducción en este grupo de edad. Los trastornos depresivos son más comunes de observar en las zonas urbanas que en la población rural y la prevalencia está en grupos con problemas (variables) socioeconómicos importantes como por ejemplo la falta de vivienda.

## Historia

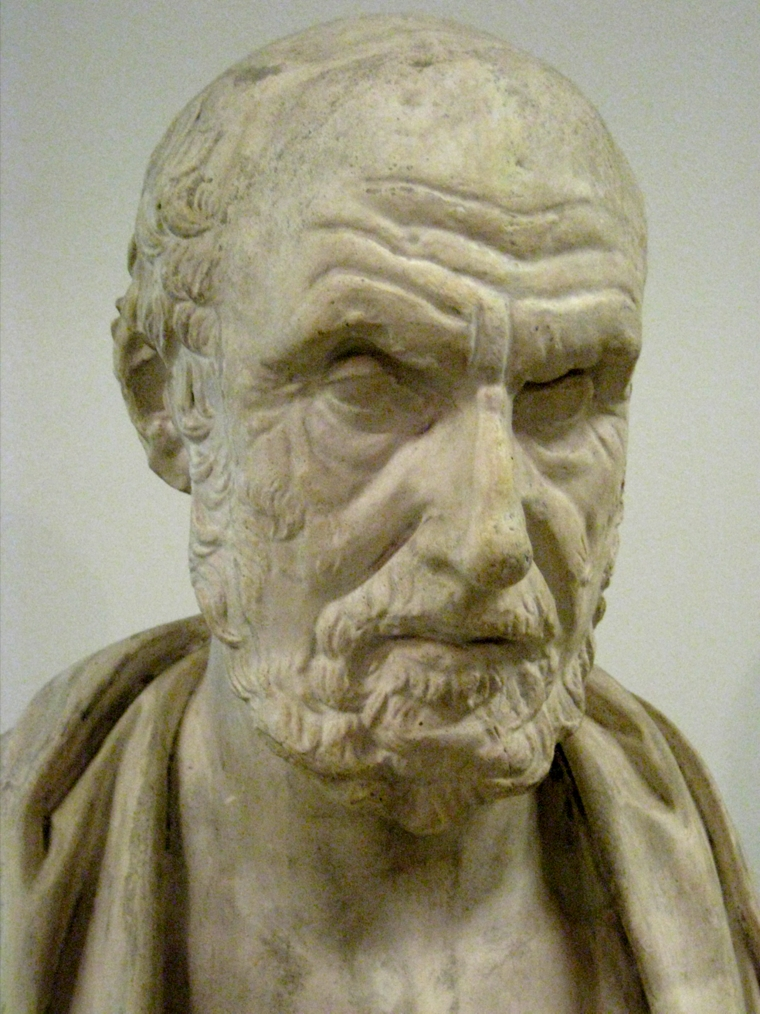
Los diagnósticos de depresión se remontan a Hipócrates.

Hipócrates, médico de la Antigua Grecia, describió el síndrome de melancolía como una enfermedad diferente con síntomas mentales y físicos particulares. Hipócrates caracterizó como síntoma de la dolencia todos los “temores y desalientos, si duran mucho tiempo”. Fue un concepto similar pero mucho más amplio que el concepto actual de depresión. Se le dio relevancia a un grupo de síntomas como la tristeza, el desánimo y el desaliento y a menudo se incluyeron en este grupo el miedo, la ira, los delirios y las obsesiones.
El término depresión se deriva del verbo latino deprimere, en español “presionar hacia abajo”. Desde el siglo XIV, “deprimir” significaba subyugar o se relacionaba con el espíritu bajo. Este término fue utilizado en 1665 en la Crónica del autor inglés Richard Baker para referirse a alguien que tiene “una gran depresión de espíritu”, y en un sentido similar por el autor inglés Samuel Johnson en 1753. Este término también entró en uso en fisiología y economía. En 1856 el psiquiatra francés Louis Delasiauve utilizó el término para referirse a un síntoma psiquiátrico y por la década de 1860 apareció en los diccionarios médicos para referir una disminución fisiológica y metafórica de la función emocional. Desde Aristóteles, la melancolía se había asociado con los hombres del saber y la brillantez intelectual, un peligro de la contemplación y de la creatividad. Un concepto más reciente abandonó estas asociaciones y a lo largo del siglo XIX se asoció más con las mujeres.
A pesar de que melancolía seguía siendo el término dominante de diagnóstico, el término depresión adquirió cada vez más fuerza en los tratados de medicina y a finales de siglo eran considerados como sinónimos. El psiquiatra alemán Emil Kraepelin puede haber sido el primero en usarlo como término general refiriéndose a los diferentes tipos de melancolía como estados depresivos.
Sigmund Freud comparó el estado de la melancolía con el duelo en su libro Duelo y melancolía publicado en 1917. El expuso su teoría de que la pérdida de objetivos, tales como la pérdida de una valiosa relación por fallecimiento o una romántica ruptura, se traduce también en una pérdida subjetiva; el individuo deprimido se ha identificado con el objeto de afecto a través de un proceso inconsciente y narcisista llamado “la catexis libidinal” del ego. Tal pérdida da como resultado síntomas melancólicos severos más profundos que el duelo; no solo se tiene una visión negativa del mundo exterior sino que el propio ego se ve comprometido. La disminución de la autopercepción del paciente se pone de manifiesto en la creencia de su propia culpa, inferioridad y falta de mérito. Freud destacó como un factor predisponente las experiencias tempranas de la vida. Meyer propuso un marco social y biológico mixto enfatizando reacciones en el contexto de la vida de un individuo y argumentó que el término “depresión” se debía utilizar en lugar de “melancolía”. El DSM en su primera versión (DSM-I, 1952) contenía reacción depresiva y en su segunda versión DSM-II (1968) neurosis depresiva, que se define como una reacción excesiva a un conflicto interno o un acontecimiento identificable, y también se incluye la psicosis maniaco-depresiva de tipo depresivo dentro de los trastornos afectivos graves.
A mediados del siglo XX, los investigadores exponían la teoría de que la depresión era causada por un desequilibrio químico en los neurotransmisores en el cerebro, una teoría basada en las observaciones realizadas en la década de 1950 acerca de los efectos de la reserpina y la isoniazida en la alteración de los niveles de neurotransmisores monoamina y que afectan a los síntomas depresivos.
El término trastorno depresivo mayor fue dado a conocer por un grupo de médicos de Estados Unidos a mediados de la década de 1970 como parte de las propuestas de criterios diagnósticos basados en los patrones de los síntomas (llamados los “Criterios diagnósticos de investigación” basados en los criterios de Feighner anteriores a éstos), y fue incorporado en el DSM-III en 1980. Para mantener la correspondencia, la CIE-10 (Clasificación Internacional de Enfermedades, décima versión) utiliza los mismos criterios con solo pequeñas alteraciones, pero utilizando el umbral de diagnóstico DSM para calificar un episodio depresivo leve, añadiendo categorías de mayor umbral para episodios moderados y severos. El antiguo concepto de melancolía todavía sobrevive en la noción de un subtipo melancólico.
El término "unipolar" (junto con el término relacionado "bipolar") fue acuñado por el neurólogo y psiquiatra Karl Kleist, y subsecuentemente utilizado por sus discípulos Edda Neele and Karl Leonhard.
El término trastorno depresivo mayor fue dado a conocer por un grupo de médicos de Estados Unidos a mediados de la década de 1970 como parte de las propuestas de criterios diagnósticos basados en los patrones de los síntomas (llamados los “Criterios de Diagnósticos de Investigación” basados en los criterios de Feighner anteriores a éstos), y fue incorporado en el DSM-III en 1980. Para mantener la correspondencia, la CIE-10 (Clasificación Internacional de Enfermedades, décima versión) utiliza los mismos criterios con solo pequeñas alteraciones, pero utilizando el umbral de diagnóstico DSM para calificar un episodio depresivo leve, añadiendo categorías de mayor umbral para episodios moderados y severos. El antiguo concepto de melancolía todavía sobrevive en la noción de un subtipo melancólico.
Las nuevas definiciones de depresión fueron ampliamente aceptadas pero con algunos resultados y puntos de vista contradictorios. Se han presentado algunos argumentos empíricos para retomar el diagnóstico de melancolía. Ha habido algunas críticas de la ampliación de la cobertura del diagnóstico, relacionadas con el desarrollo y la promoción de los antidepresivos y el modelo biológico desde finales de 1950.

## Sociedad y cultura

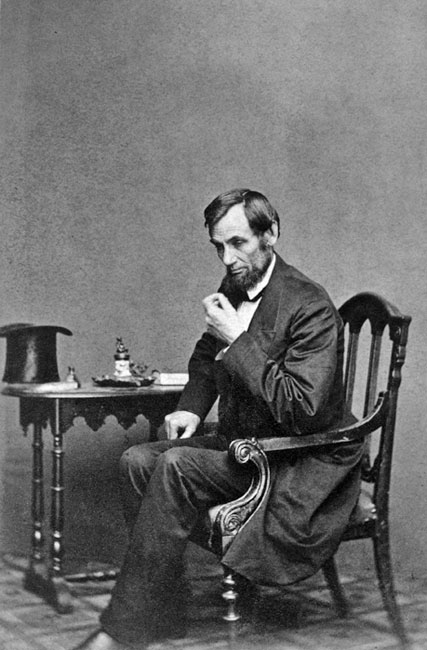
El decimosexto presidente de los Estados Unidos Abraham Lincoln sufrió de melancolía, una condición que ahora hace referencia a la depresión clínica.

Las conceptualizaciones de la gente sobre la depresión varían ampliamente, tanto dentro de una misma cultura como entre culturas. “Debido a la falta de certeza científica” un comentarista ha observado, “el debate sobre la depresión se convierte en una cuestión de lenguaje. Lo que llamamos, enfermedad, trastorno, estado mental, afecta nuestra forma de ver, diagnosticar y tratar." Existen diferencias culturales en la medida en que la depresión grave es considerada como una enfermedad que requiere de tratamiento profesional individual, o como un indicador de algo más como por ejemplo la necesidad de responder a problemas sociales o morales, o como el resultado de desequilibrios biológicos, o un reflejo de las diferencia individuales en la comprensión de la angustia que puede reforzar los sentimientos de impotencia y conflicto emocional.
El diagnóstico es menos común en algunos países, como en la República Popular China. Se ha argumentado que los chinos tradicionalmente niegan o somatizan la depresión emocional (aunque desde principios de 1980 esta negación de la depresión puede haber cambiado drásticamente). Por otra parte puede ser que las culturas occidentales replanteen y eleven algunas expresiones del sufrimiento humano a la condición de desorden. El profesor australiano Gordon Parker y otros han argumentado que el concepto occidental de la depresión “medicaliza” la tristeza o la miseria. Del mismo modo, el psiquiatra húngaro-estadounidense Thomas Szasz junto con otros psiquiatras argumentan que la depresión es una enfermedad metafórica considerada de forma inapropiada como una enfermedad real. También ha habido preocupación de que el DSM (Manual diagnóstico y estadístico de los trastornos mentales), así como el campo de la psiquiatría descriptiva que lo emplea, tienda a materializar los fenómenos abstractos, tales como la depresión, que pueden de hecho ser resultado de construccionismo social. El psicólogo americano representante principal de la psicología arquetipal James Hillman escribe que la depresión puede ser saludable para el alma en la medida en que “aporta refugio, limitación, enfoque, gravedad, peso y una humilde impotencia”. Hillman argumenta que los intentos terapéuticos para eliminar la depresión imitan el tema cristiano de la resurrección, pero tienen el efecto desafortunado de demonizar el estado espiritual del ser. 
Algunos personajes históricos eran a menudo reacios a discutir o a buscar tratamientos para la depresión debido al estigma social que había acerca de esta condición, o por desconocimiento del diagnóstico o de los tratamientos. Sin embargo, el análisis o la interpretación de cartas, revistas, obras de arte, escritos o declaraciones de familiares y amigos de algunos personajes históricos han llevado a la presunción de que pueden haber padecido algún tipo de depresión. Algunos de ellos son: la escritora inglesa Mary Shelley, el escritor estadounidense (que al final de su vida se nacionalizó británico) Henry James,  y el presidente estadounidense Abraham Lincoln. Algunas personas contemporáneas muy conocidas con una posible depresión incluyen al cantautor canadiense Leonard Cohen y el dramaturgo y novelista estadounidense Tennessee Williams. Algunos pioneros de la psicología como los estadounidenses William James y John Broadus Watson trataron su propia depresión.
Ha habido un debate continuo acerca de si los trastornos neurológicos y los trastornos del estado de ánimo pueden estar vinculados a la creatividad, una discusión que se remonta a los tiempos de Aristóteles. La literatura británica da muchos ejemplos de reflexiones sobre la depresión. El filósofo inglés John Stuart Mill experimentó un periodo de varios meses de duración de lo que llamó “un estado embotado de los nervios”, cuando uno es “insensible al goce o a la excitación placentera, uno de esos estados de ánimo en el que, lo que era placer en otras ocasiones se vuelve en algo insípido o indiferente”. El citó  “abatimiento”, del poeta inglés Samuel Taylor Coleridge, como una descripción perfecta de su caso: “un dolor sin punzada, vacío, oscuro y triste, / un ahogado, adormecido dolor desapasionado/ que no encuentra salida natural o alivio / en una palabra o suspiro o un desgarro.” El escritor inglés Samuel Johnson utilizó el término “perro negro” en la década de 1780 para describir su propia depresión, que se popularizó posteriormente por la depresión que sufría el ex primer ministro británico sir Winston Churchill.
El estigma social de la depresión mayor está muy extendido y estar en contacto con los servicios de salud mental alivia la situación solo ligeramente. La opinión pública sobre el tratamiento difiere notablemente de las de los profesionales de la salud. Se llevan a cabo tratamientos alternativos que parecen ser más útiles que los farmacológicos, que son mal vistos. En el Reino Unido, el Colegio Real de Psiquiatras y el Colegio Real de Médicos llevaron a cabo una campaña conjunta “Derrota a la Depresión” que duró 5 años, de 1992 a 1996, con el fin de educar y reducir el estigma. Un estudio realizado posteriormente por la empresa MORI mostró un pequeño cambio positivo en la actitud pública respecto a la depresión y su tratamiento.
Una revisión sistemática sobre los efectos del despliegue militar en la salud mental, evaluó cuarenta estudios, llevados a cabo entre 1993 y 2017, en Estados Unidos, Reino Unido y Australia. Los resultados indican que el despliegue de operaciones militares tiene un efecto negativo sobre la salud mental del personal militar movilizado. Cuando este es trasladado a operaciones en el extranjero, enfrentan mayores riesgos físicos y traumas adversos para su salud mental. Específicamente, los individuos desplegados pueden sufrir de: trastorno de estrés postraumático (TEPT), trastorno depresivo mayor, trastornos mentales comunes (trastornos de depresión, ansiedad y somatización) y trastornos relacionados con sustancias.

### Trabajos selectos citados
- Asociación Estadounidense de Psiquiatría (2000a). Manual estadísticos y diagnóstico de desórdenes mentales, Cuarta edición, Revisión del texto: DSM-IV-TR. Washington, DC: American Psychiatric Publishing, Inc. ISBN 0-89042-025-4.
- Barlow DH; Durand VM (2005). Psicología anormal: un acercamiento interactivo (5th ed.). Belmont, CA, USA: Thomson Wadsworth. ISBN 0-534-63356-0.
- Beck AT, Rush J, Shaw BF, Emery G (1987) [1979]. Terapia cognitiva para la depresión. Nueva York, NY, USA: Guilford Press. ISBN 0-89862-919-5.
- Hergenhahn BR (2005). Una introducción de la historia de la psicología (5th edición). Belmont, CA, USA: Thomson Wadsworth. ISBN 0-534-55401-6.
- May R (1994). El descubrimiento del ser: ensayos en psicología existencial. Nueva York, NY, USA: W. W. Norton & Company. ISBN 0-393-31240-2.
- Hadzi-Pavlovic, Dusan; Parker, Gordon (1996). Melancolía: un desorden de movimiento y temperamento: un ensayo fenomenológico y neurobiológico. Cambridge, Reino Unido: Cambridge University Press. ISBN 0-521-47275-X.
- Real Sociedad Farmaceútica de Gran Bretaña (2008). British National Formulary (BNF 56). UK: BMJ Group and RPS Publishing. ISBN 978-0-85369-778-7. Archivado desde el original el 13 de mayo de 2015. Consultado el 6 de febrero de 2015.
- Sadock, Virginia A.; Sadock, Benjamin J.; Kaplan, Harold I. (2003). Kaplan & Sadock's sinpsis de psiquiatría: ciencias del comportamiento/psiquiatría clínica. Filadelfia: Lippincott Williams & Wilkins. ISBN 0-7817-3183-6.

- Datos: Q42844
- Multimedia: Major depressive disorder / Q42844